# Bazyli Walicki
Bazyli Walicki herbu Łada (ur. ok. 1726, zm. 28 grudnia 1802) – generał ziem rawskich w 1782 roku, generał major wojsk koronnych, wojewoda rawski w latach 1774–1789, kasztelan sochaczewski w latach 1758–1772,  chorąży rawski do 1759 roku, rotmistrz kawalerii narodowej w latach 1777–1790, członek Sejmu Czteroletniego i zwolennik Konstytucji 3 Maja, senator,  asesor Kompanii Manufaktur Uprzywilejowanej w 1769 roku.

## Życiorys
Ukończył studia we Francji, zwolennik i propagator reform, doradca i przyjaciel króla Stanisława Augusta. Elektor Stanisława Augusta Poniatowskiego w 1764 roku z województwa rawskiego, jako delegowany od Rzeczypospolitej do pacta conventa, podpisał je. Był członkiem Komisji Dobrego Porządku Miasta Starej Warszawy w 1765 roku.
Na Sejmie Rozbiorowym 1773–1775 przystąpił do konfederacji Adama Ponińskiego, powołany do Komisji Skarbowej Koronnej. Członek konfederacji Andrzeja Mokronowskiego w 1776 roku jako komisarz z Senatu. Członek Departamentu Policji Rady Nieustającej w 1777 roku. Był członkiem konfederacji Sejmu Czteroletniego.  W styczniu 1793 r. przystąpił do konfederacji targowickiej. Sejm grodzieński (1793) nominował go do Rady Nieustającej.
W małżeństwie z Rozalią Nieborską herbu Lubicz (ślub 1748 r.) miał siedmioro dzieci – dwóch synów (Józefa i Kazimierza) oraz pięć córek.
Zbudował pałac w Małej Wsi, oddany do użytku w 1786 roku. W 1776 roku założył tamże park.
W 1775 roku odznaczony Orderem Orła Białego. W 1767 roku został kawalerem Orderu Świętego Stanisława.